# Inmunoensayo de polarización fluorescente
Un inmunoensayo de polarización fluorescente, más conocido como FPIA por sus siglas en inglés (Fluorescence Polarization ImmunoAssay), es un inmunoensayo de tipo competitivo en fase homogénea, muy utilizado en ensayos de laboratorio clínico para la cuantificación de analitos que se encuentran en muy baja proporción en los líquidos biológicos, del orden del microgramo o nanogramo por mililitro, tales como hormonas, drogas terapéuticas, drogas de abuso, vitaminas y algunos aminoácidos, de importancia clínica.

## Principio de funcionamiento
FPIA, al igual que todos los inmunoensayos se basa en la propiedad que tienen los anticuerpos de unirse con alta afinidad y especificidad a un determinado antígeno esta propiedad es utilizada para reconocer específicamente al analito de interés, y por medio de diferentes mecanismos, generar una señal que puede ser medida.
En el caso de FPIA, la señal que se mide es luz fluorescente polarizada.

### Inmunoensayos competitivos
FPIA es un ensayo de tipo competitivo en fase homogénea; como en todos los inmunoensayos competitivos, un anticuerpo específico para reconocer a la molécula de interés es puesto en contacto con la muestra biológica que contiene el analito y con una cantidad conocida de la misma molécula de interés unida químicamente a otra molécula que sirve de "marca" o "etiqueta" capaz de generar una señal mensurable, la molécula natural presente en la muestra biológica compite por los sitios de unión en los anticuerpos con la molécula marcada y al final de un cierto tiempo necesario para que el sistema se estabilice, la proporción de moléculas marcadas unidas a los anticuerpos resulta inversamente proporcional a la cantidad de molécula natural presente en la muestra. Esta proporción de molécula marcada unida al anticuerpo es la que genera la señal que se mide. En los ensayos competitivos por lo tanto la señal producida es inversamente proporcional al analito presente en la muestra (A menor cantidad de analito, mayor es la señal y viceversa); esta propiedad permite cuantificar con facilidad muy pequeñas cantidades y variaciones en la concentración de un analito. 
En lo que se distingue FPIA de otros inmunoensayos competitivos es en la forma en que se genera y detecta la señal. En FPIA la molécula marcadora es fluorescente, y lo que se detecta es la luz polarizada en un plano específico generada por la fluorescencia de la marca.

### Fluorescencia
Una sustancia fluorescente es aquella que es capaz de absorber energía lumínica a una determinada longitud de onda, para luego emitir parte de esta energía absorbida a mayor longitud de onda, el resto de la energía absorbida es liberada por la molécula en forma de calor al chocar con otras moléculas iguales o con moléculas del solvente en el que se encuentra. El proceso se puede resumir en tres pasos:
1) Excitación: Un par de electrones de uno de los orbitales moleculares en estado energético basal (S0) recibe un cuanto de luz adquiriendo así un estado energético mayor o excitado en un estado vibracional alto S1*.
{\displaystyle S_{0}+h\nu _{ex}\to S_{1}*}
2) Decaimiento (disipación) no radiante: El par de electrones excitado S1* pierde parte de su energía por un proceso que no emite luz, hasta adquirir un estado excitado de menor energía vibracional (S1), intermedio entre S0 y S1*. (ver artículo principal para más detalles sobre los diferentes mecanismos para este proceso)
{\displaystyle S_{1}*\to S_{1}+\delta E}
3) Emisión: El electrón excitado en estado vibracional bajo disipa esa energía en forma de un cuanto de luz, hasta adquirir un estado energético basal en un estado vibracional alto. Como la diferencia de energía entre S1 y S0* es menor que entre S0 y S1*, el cuanto de luz que se produce es menos energético y posee una longitud de onda mayor.
{\displaystyle S_{1}\to S_{0}*+h\nu _{em}}

### Polarización de la fluorescencia
Aunque el proceso de fluorescencia se caracteriza por tener tiempos muy cortos, (los tres pasos se realizan en tiempos que van entre los micro y nanosegundos), lo cierto es que no es instantáneo. Esto puede ser comprobado al iluminar una solución de una sustancia fluorescente con luz polarizada, los electrones que se excitan reciben luz en un plano particular de polarización, mientras que los electrones excitados que decaen, emiten luz también en un plano particular de polarización. Pero en una solución las moléculas se encuentran chocando entre sí y girando sobre sí mismas al azar. Cuando una molécula gira sobre sí misma, también gira el plano de polarización de la luz que emite. Si el tiempo de emisión fuera muy corto en relación con la velocidad de giro de la molécula, la luz emitida se encontraría prácticamente en el mismo plano de polarización que la luz emitida en caso de que la molécula no se moviera: en cambio, si el tiempo de decaimiento fuera largo en relación con la velocidad de giro de las moléculas, la luz emitida se encontraría en planos muy diferentes a la luz excitadora. Debido a que la energía cinética promedio de todas las moléculas en un sistema a una determinada temperatura es la misma, y a que esta energía depende de la masa que posee la molécula, se puede deducir que si las moléculas en solución son pequeñas, se mueven a una gran velocidad; mientras que si son grandes, para conservar la misma energía deben moverse lentamente (otra expresión de esto es la Ley de Graham). Si una molécula fluorescente es pequeña, puede girar rápidamente sobre sí misma, por lo que al iluminar la solución fluorescente con luz polarizada la luz emitida contiene numerosos planos de polarización al azar, es decir es no polarizada. Mientras que si las moléculas fluorescentes son grandes giran muy lentamente y en comparación casi todas las emisiones se producen en el mismo plano de polarización que la excitación, por lo que la luz obtenida es, principalmente, polarizada.
En resumen, cuando se aplica luz polarizada a un grupo de fluoróforos aleatoriamente orientados, la mayor parte de las moléculas excitadas serán aquellas que se encuentren orientadas dentro de un rango particular de ángulos con respecto a la polarización aplicada. Si estas moléculas no se mueven, la luz emitida, poseerá también un rango particular de ángulos de polarización con respecto a la luz aplicada. Esta anisotropía intrínseca denotada como r0) se mide usualmente embutiendo al fluoróforo en un poliol congelado.
Cuando el fluoróforo puede cambiar su orientación libremente antes de reemitir fotones, el grado de polarización de la luz emitida se reduce. El grado de falta de correlación entre la luz incidente y emitida depende de cuan rápidamente varíe la orientación del fluoróforo (tiempo de vida rotacional {\displaystyle \phi }) en relación con el tiempo de decaimiento fluorescente ({\displaystyle \tau }). El cambio en las orientaciones puede ocurrir ya sea por la rotación de la molécula como un todo, o únicamente por la rotación de la parte fluorescente. La tasa de rotaciones de las moléculas se encuentra relacionada con la anisotropía fluorescente medida por la ecuación:
Donde r es la anisotropía observada,r0 es la anisotropía intrínseca de la molécula, {\displaystyle \tau } es el tiempo de decaimiento fluorescente y {\displaystyle \phi } la constante de tiempo rotacional.
Este análisis es válido únicamente si los fluoróforos se encuentran relativamente alejados unos de otros. Si se encuentran muy cercanos unos a otros, pueden intercambiar energía por un mecanismo de transferencia de energía de resonancia de Förster y debido a que la emisión puede ocurrir desde muchas moléculas aleatoriamente orientadas, esto causa que se observe una anisotropía menor a la esperada, o dicho de otra manera, un mayor grado de decorrelación. Este tipo de homotransferencia de Förster se llama migración de energía de Förster, o emFRET.

### Generación de la señal en FPIA
En FPIA la molécula competidora marcada es fluorescente y comparativamente pequeña, por lo que presenta altas velocidades de rotación en relación con su tiempo de decaimiento. Pero cuando la molécula marcada se une a un anticuerpo, que tiene una masa de varios cientos de miles de daltons, gira mucho más lentamente. Las moléculas libres al ser iluminadas con luz polarizada generan luz no polarizada, pero las moléculas marcadas unidas al anticuerpo que giran mucho más lentamente emiten luz polarizada. La intensidad de la luz polarizada obtenida es por lo tanto proporcional a la cantidad de molécula competidora marcada unida al anticuerpo e inversamente proporcional a la cantidad de molécula natural presente en la muestra de interés.

## Arreglo estructural para la medición en FPIA
El arreglo estructural para la medición en FPIA es muy sencillo, cuenta con una lámpara emisora capaz de generar una buena intensidad en la región corta del espectro (UV-Azul), luego un polarizador que deja pasar sólo la luz polarizada en un determinado plano y un monocromador que permite seleccionar la longitud de onda excitadora; a continuación se encuentra la cubeta transparente que contiene la muestra, después otro polarizador orientado en el mismo plano que el primero,a continuación cuenta con otro monocromador capaz de seleccionar la longitud de onda de emisión del sistema, para finalmente contar con un fotodetector capaz de cuantificar la cantidad de luz recibida.

## Sustancias usualmente cuantificadas Por FPIA
Debido a la naturaleza de la técnica se encuentra limitada para la cuantificación de moléculas de pequeño tamaño y relativamente bajo peso molecular en solución tales como el ácido valproico, homocisteína, fenobarbital, difenilhidantoína (fenitoína), ciclosporina A, canabinoides tales como el THC, benzodiacepinas, antidepresivos tricíclicos, cocaína, metotrexato, anfetaminas, amikacina, gentamicina, vancomicina, salicilatos, carbamazepina, acetaminofen, everolimus, algunas hormonas tales como la tiroxina y el cortisol, vitaminas tales como el ácido fólico y aminoácidos de importancia clínica tales como la metionina y la homocisteína entre otros.